# Céline Montaland
Céline Montaland est une actrice, danseuse et chanteuse française, née le 10 août 1843, à Gand et morte le 8 janvier 1891 à Paris 1er.

## Biographie
Ses parents, Pierre Montaland et Mathilde Chevalier, étaient tous deux comédiens, son père, ancien acteur du théâtre du Vaudeville, jouait alors la comédie à Gand, lors de sa naissance.
Enfant précoce (plus encore que ses devancières Léontine Fay et Virginie Déjazet), son père, comédien de mérite, lui donna ses premières leçons, et elle paraît dès l’âge de quatre ans à la Comédie-Française, notamment dans Gabrielle d’Émile Augier, le 15 décembre 1849, et Charlotte Corday de François Ponsard, l’année suivante.

À six ans et demi, en janvier 1850, elle est engagée au théâtre du Palais-Royal, où elle ne tarde pas à faire fureur, car elle sait non seulement jouer la comédie, mais aussi chanter et danser. En septembre 1850, Labiche écrit une pièce spécialement pour elle, La Fille bien gardée. Son interprétation est saluée avec enthousiasme par les critiques, en particulier par Jules Janin dans la Semaine dramatique du Journal des débats : 

« Trouvez-moi un regard plus habile à interroger, un sourire plus habile à répondre ; imaginez un geste plus vrai, une voix plus juste, une suite plus alerte d'intentions fines ; des mots si bien dits ! des grâces si bien trouvées ! une naïve ! une malicieuse ! une coquette! un bel esprit ! Elle chante juste, elle danse juste, elle parle juste, elle se tait juste, elle écoute juste. Elle est vraie, elle est naturelle, elle est savante. On l'admirait, non pas comme un enfant précoce, mais comme on eût admiré une très grande artiste jouant le rôle d'un enfant. »

Devant ce succès, les auteurs s'appliquent à lui confectionner des rôles sur mesure, et certaines pièces comprenant des rôles d’enfant sont reprises. Ce sont notamment :
- Cécile dans Un bal en robe de chambre d’Eugène Labiche et Marc-Michel en octobre 1850 ;
- La Fée Cocotte, opérette d’Édouard-Sylvain Philippe ;
- Louise dans Mam'zelle fait ses dents de Labiche et Marc-Michel en avril 1851 ;
- Suzanne dans Maman Sabouleux de Labiche et Marc-Michel en mars 1852 ;
- Le Vieux Garçon et la Petite Fille d’Eugène Scribe et Casimir Delavigne (reprise d’une pièce de 1822).

La petite prodige dispose ainsi d’un répertoire varié qu'elle joue en province et à l'étranger. Elle fait aussi à l’occasion des exhibitions de danse dont, comme l'annonce un programme de 1851 à Dunkerque, la Céline, « polka houzarde, créée et dansée par Mlle Céline Montaland ».
De retour à Paris en 1854, elle revient tout d’abord au Palais-Royal, où elle montre qu’elle n’avait rien perdu de sa grâce et de sa mutinerie en jouant dans Rose de Bohême, Une majesté de dix ans et Cerisette en prison.
Elle est entretemps devenue une jeune fille séduisante qui n’a rien perdu de ses qualités de comédienne, bien qu’on continue à l’appeler « la petite Montaland », non plus à cause de son âge, mais sans doute en raison de sa petite taille. Elle débute alors au théâtre de la Porte-Saint-Martin, dans le Pied-de-Mouton, puis, à 19 ans, en janvier 1852, au théâtre du Gymnase, où on lui fit jouer des rôles importants dans les pièces de Victorien Sardou. Ensuite, elle passa au Palais-Royal, pour y créer la baronne de Goudemarke dans la Vie Parisienne ; puis à la Gaîté, où elle a obtenu un très beau succès clans les Bohémiens de Paris.

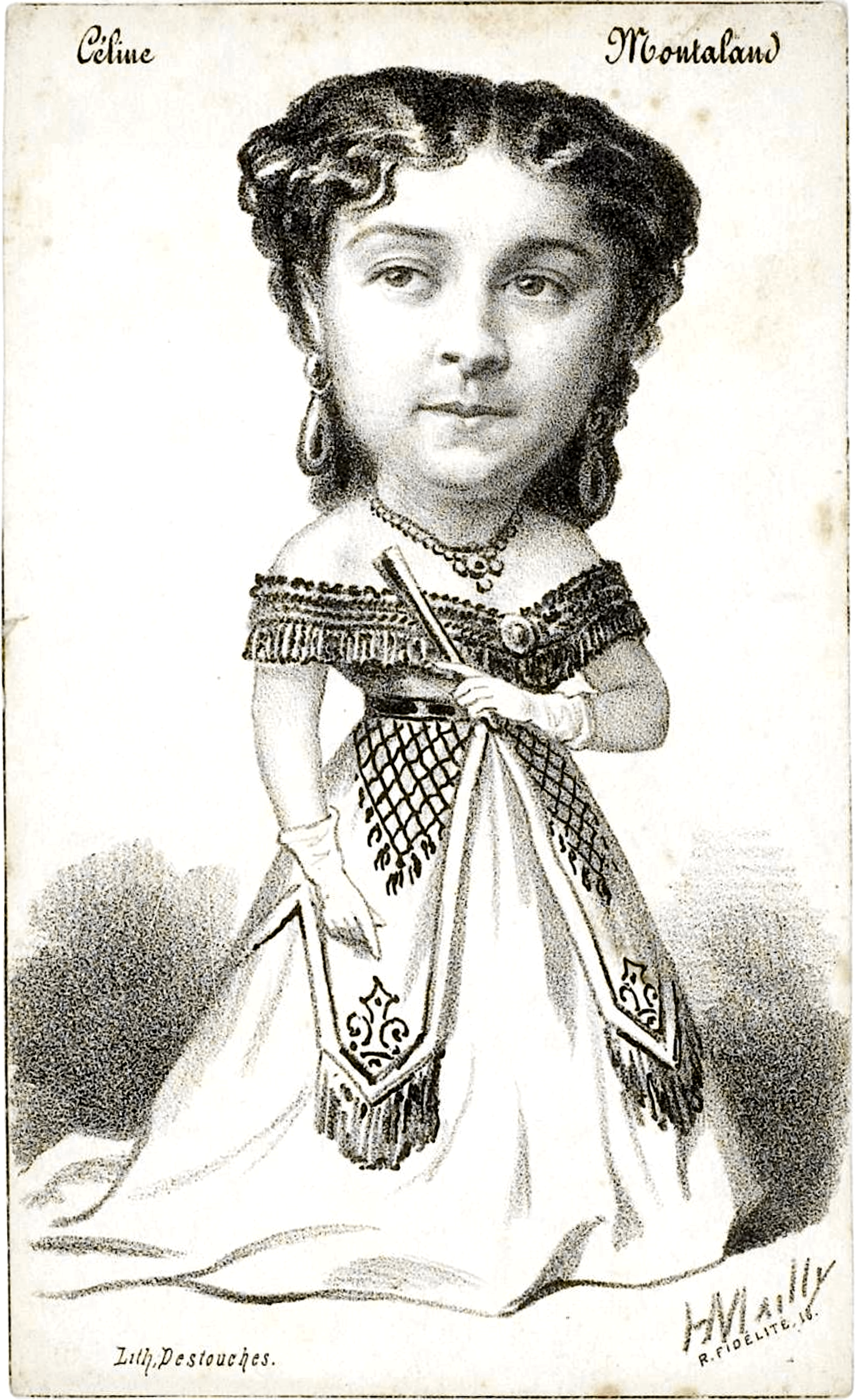
Caricature de Céline Montaland par Hippolite Mailly.

Elle crée ou reprend divers rôles, parmi lesquels :
- Léonora dans Le Pied-de-Mouton, par les frères Cogniard et Hector Crémieux d’après Alphonse Martainville (théâtre de la Porte-Saint-Martin) en septembre 1859 ;
- Liana dans Le Roi des îles (1860) ;
- Mme Pinchon dans Le Mariage de raison de Scribe et Varner en janvier 1862 ;
- la jeune veuve Henriette dans Après le bal ;
- Mlle Hackendorf dans L’Ami des femmes d'Alexandre Dumas fils en 1864 ;
- Mme de Tremble dans Un mari qui lance sa femme de Labiche et Raimond Deslandes en avril 1864 ;
- Aline dans La Maison sans enfants ;
- Mme de Santis dans Le Demi-Monde d'Alexandre Dumas fils, reprise d'une création de 1855 ;
- Juanita dans Don Quichotte de Hervé ;
- Luzy dans Les Truffes ;
- Lucie dans Le Point de mire de Labiche et Delacour en 1864 ;
- Rebecca dans Les Vieux Garçons en 1865.

Elle fait une apparition au Palais-Royal en octobre 1866 dans La Vie parisienne d'Offenbach, Meilhac et Halévy (rôle de la baronne), puis quitte momentanément la scène, séduite par un prince russe de trente ans son ainé, Anatole Demidoff, avec qui elle aura trois enfants non reconnus (Gabriel, Gontran et Rose) et qui mourut en 1870.
Après 1870, elle erra quelque temps de théâtre en théâtre, sans se fixer dans aucun. Pour son retour, elle commence par une tournée aux États-Unis en 1871, se produisant notamment à New York dans des opéras-bouffes (La Grande-duchesse de Gérolstein d’Offenbach, Meilhac et Halévy), puis de nouveau en France, en particulier à Bordeaux et à Marseille en 1872, et enfin à Paris.
Malgré un embonpoint précoce (elle n’a pas encore trente ans), elle regagne toutes les faveurs du public parisien. Après avoir traversé les Nouveautés, la Porte-Saint-Martin, elle se fait applaudir dans les rôles de Suzanne dans Les Trente Millions de Gladiator de Labiche et Philippe Gille en 1875 au théâtre des Variétés et de Ida de Barancy dans Jack d'Alphonse Daudet et Henri Lafontaine en 1881. Elle passe au Vaudeville, d’où elle alla créer à l’Odéon la figure d’Ida de Barancy, crayonnée par Alphonse Daudet.
Dès lors, elle était mûre pour la Comédie-Française. En 1884, elle retrouve la scène de ses débuts en entrant dans son ancienne maison. Le jour de son entrée à la Comédie, elle dit : « Ce fut mon port d’embarquement, ce sera mon port d’attache. » Après un stage assez court, elle en devient la 320e sociétaire, en 1888. Elle joue notamment dans Un Parisien d’Edmond Gondinet (Mme Pontaubert), Monsieur Scapin de Jean Richepin (Dorine) et François le Champi de George Sand.
Elle meurt célibataire à l’âge de 47 ans, au 7 rue de Valois, à deux pas de la Comédie-Française, après une courte maladie contractée au chevet de sa fille atteinte de la rougeole.

## Théâtre

### Comédie-Française
- 1849 : Gabrielle d'Émile Augier : Camille
- 1850 : Charlotte Corday de François Ponsard : une petite fille
- 1887 : Raymonde d'André Theuriet : Mme Verdier

### Hors Comédie-Française

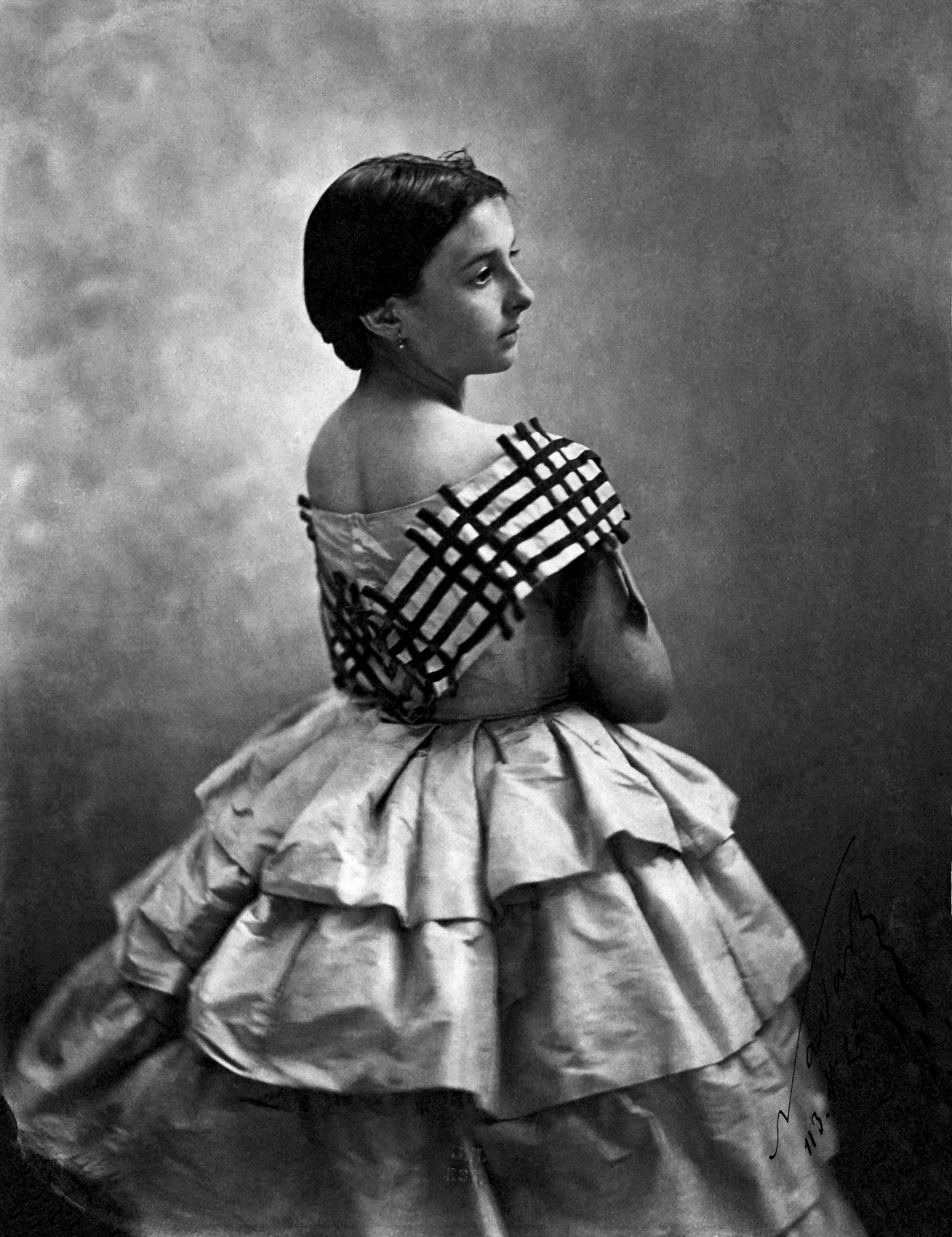
Céline Montaland jeune par Nadar.

- 1850 : La Fille bien gardée d’Eugène Labiche
- 1850 : Un bal en robe de chambre d’Eugène Labiche
- 1851 : Mam'zelle fait ses dents d’Eugène Labiche
- 1852 : Maman Sabouleux d’Eugène Labiche
- 1860 : Roi des îles d’Ernest Rollin
- 1864 : Le Point de mire d’Eugène Labiche
- 1864 : Un mari qui lance sa femme d’Eugène Labiche
- 1867 : La Dame aux giroflées de Charles Varin
- 1875 : Les Trente Millions de Gladiator de Labiche et Philippe Gille, théâtre des Variétés : Suzanne
- 1877 : Le Juif errant d’Adolphe d'Ennery
- 1878 : Coco de Clairville
- 1879 : Paris en actions d’Albert Wolff
- 1881 : Jack de Henri Lafontaine
- 1886 : Monsieur Scapin de Jean Richepin